# سرجیو ولاسکز (بازیکن فوتبال، زاده ۱۹۹۰)
سرجیو ولاسکز (انگلیسی: Sergio Velázquez؛ زادهٔ ۱۲ سپتامبر ۱۹۹۰) بازیکن فوتبال اهل آرژانتین است.
از باشگاه‌هایی که در آن بازی کرده‌است می‌توان به باشگاه فوتبال گودوی کروز، باشگاه فوتبال جیمناسیا لاپلاتا، باشگاه فوتبال اتلتیکو هوراکان، و باشگاه فوتبال اونیورسیداد شیلی اشاره کرد.